# Левин, Владимир Константинович
Владимир Константинович Ле́вин (род. 5 марта 1929, Москва) — советский и российский учёный в области кибернетики, академик РАН (2003), специалист в области вычислительной техники и элементной базы вычислительных машин. Научный руководитель Федерального государственного унитарного предприятия «Научно-исследовательский институт „КВАНТ“». Лауреат Ленинской премии и Государственной премии СССР.

## Биография
- В 1950 году окончил Московский энергетический институт.
- Работал в Специализированном конструкторском бюро (СКБ) радиоэлектронной промышленности.
- С 1968 по 1976 годы был заместителем директора, образованного при его участии Научно-исследовательского центра электронной вычислительной техники.
- В 1976—1996 годах был директором КБ промышленной автоматики, которое в 1978 году было преобразовано в Научно-исследовательский институт «Квант».
- В 1987 году избран членом-корреспондентом АН СССР.
- С 1996 года является научным руководителем НИИ «Квант».
- В 2003 году избран действительным членом РАН по отделению информационных технологий и вычислительных систем.

## Награды
- Ленинская премия (1957)
- Государственная премия СССР (1982)
- Государственная премия Российской Федерации
- Орден «За заслуги перед Отечеством» IV степени (22 декабря 1999)
- Орден Ленина (1955)
- Орден Октябрьской Революции
- Два ордена Трудового Красного Знамени (1958, 1971)[2]